# Histoire de la Romagne
L'histoire de la Romagne concerne les évènements historiques relatifs à la Romagne, sous partie de la région d'Émilie-Romagne en Italie septentrionale.

## La Romagne pré-romaine

### La Préhistoire
D’après les nombreuses fouilles archéologiques, la Romagne est déjà habitée au cours de la Préhistoire : le site le plus connu est situé au mont Poggiolo, près de Forlì. Le mont Poggiolo est une colline sur lequel émerge un intéressant château, qui doit encore être restauré. À peu de distance, dans une localité appelée Casa Belvédère (Ca' Belvédère), à partir de 1983, des milliers de pièces de grande importance pour l’histoire locale, mais aussi pour l’histoire de l'Italie paléolithique ont été retrouvées, elles datent d'environ 800 000 ans.

### Des Ombriens aux Celtes
| - Ligures. - Vénètes. - Étrusques. - Picéniens. - Ombriens. | - Latins. - Osques. - Messapes. - Grecs. - Sicules. |

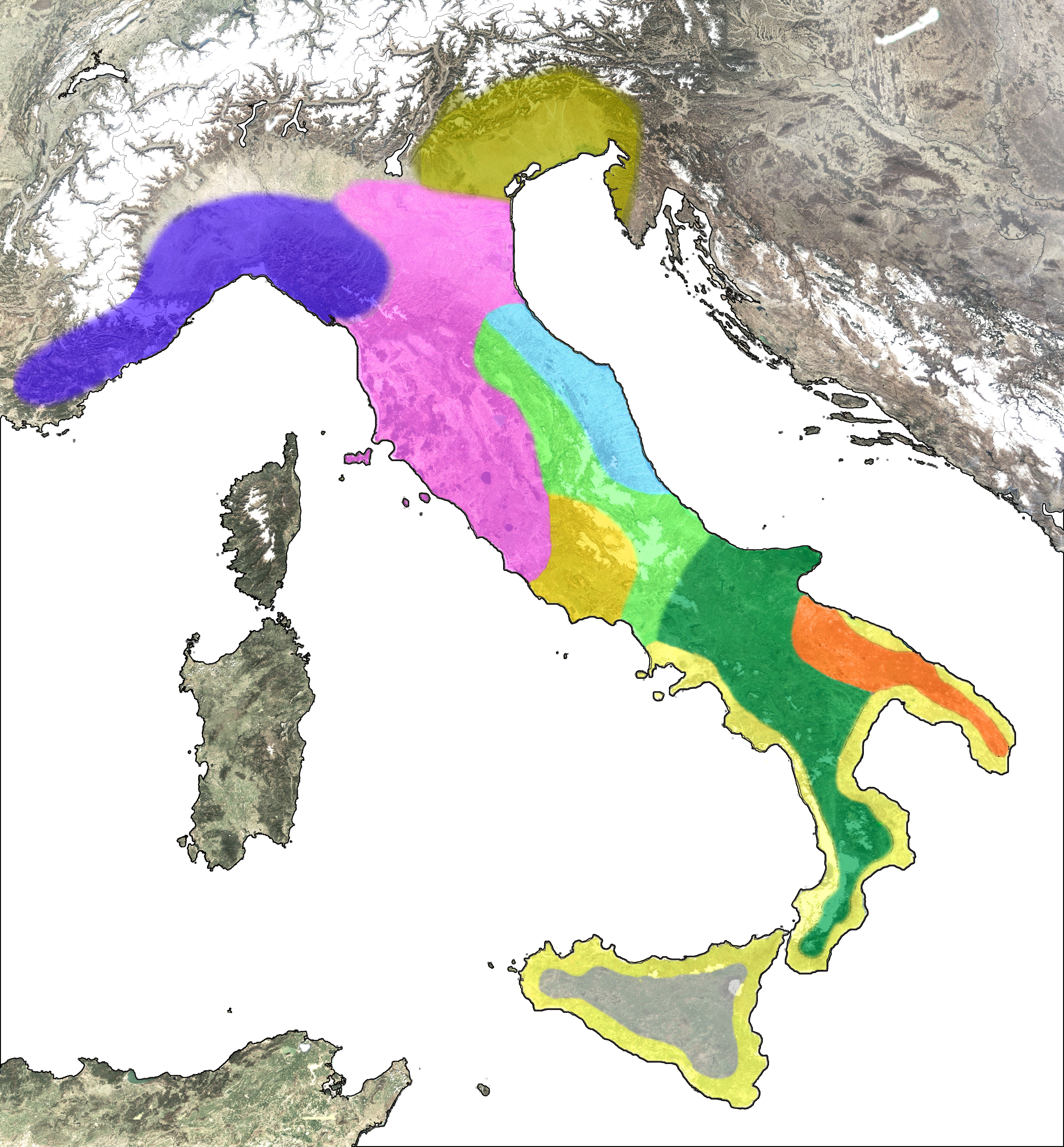
Les peuples dans la péninsule italienne au début de l'âge du fer :

Les premiers habitants de l'actuelle Romagne sont les Ombriens et les Étrusques. Aux environs de 350 av. J.-C. le territoire du peuple qui a donné la première empreinte à la Romagne est conquis par les Celtes, toutefois les peuples autochtones ne disparaissent pas totalement. Plaute, le grand auteur dramatique de Sarsina (aujourd'hui en province de Forlì), est fort probablement d'origine ombrienne.

### La période celte
Les Ombriens et les Étrusques ne résistent pas longtemps à la vague celtique. Une fois les Étrusques vaincus sur le Tessin, les Boïens et les Senons passent l'Eridan (l'ancien nom du Pô) chassant les derniers groupes de résistants.
Ayant rejoint la côte adriatique, les Senons occupent un vaste territoire appelé par la suite par les Romains Ager Gallicus, et dont les frontières, comme le raconte Tite-Live, sont clairement définies : il est compris entre le fleuve romagnol Utis (aujourd'hui le Montone) et le fleuve Esino, qui s'écoule près de l'actuel Jesi. Ainsi, pendant que Lingons et Boïens s'établissent dans la plaine du Pô (ou Padanie) septentrionale, les Senons peuplèrent la Romagne méridionale en atteignant la moitié septentrionale de l’actuelle région des Marches.
La présence celtique a contribué entre autres choses au dialecte romagnol, dérivé du latin mais avec un important substrat celte.

## L'hégémonie romaine

### La conquête des Romains
La présence des Celtes est vite menacée par la puissance de l’Empire romain. Ils s'en rendent compte avant même la réalisation de la via Emilia qui, commencée en 181 av. J.-C., est le moyen de la progression romaine dans les territoires. Malgré l'imminence du danger, les Senons et les Boïens restent désunis, probablement en raison de différends pour le contrôle du commerces dans le nord de l'Adriatique.
En 390 av. J.-C., en riposte à l'avancée romaine, les Senons commandés par Brenno occupent Rome avec une armée qui compte dans ses rangs des Romagnols. Mais c’est à Rome que revient finalement la victoire : en 295 av. J.-C., sa victoire à la bataille de Sentinum amorce le déclin des Senons et des Samnites, qui, peu d'années après, furent définitivement écrasés.
Beaucoup de villes de la Romagne sont fondées par les Romains, notamment Faventia (Faenza) Ariminum (Rimini), Forum Livii (Forlì), Forum Cornelii (Imola) et Forum Popili (Forlimpopoli).

### L'époque républicaine
En 192 av. J.-C., Scipion l'Africain chasse les Celtes au-delà du Pô et la bataille de Milan rejette les Gallium au-delà des Alpes, ce qui met fin à leur domination après trois siècles d'occupation en Italie et en Romagne.
Malgré la conquête romaine, l'héritage celte n'est pas tout à fait éradiqué. L'occupation est en effet respectueuse des prédécesseurs : les Senons et les Lingons qui ne se sont pas compromis avec Hannibal sont autorisés à rester sur les territoires et, semble-t-il, bénéficient même de la distribution et de la mise en culture des terres par le système de centuriation romaine.
La rencontre de Lucques en 56 av. J.-C. assigne à Jules César  le consulat (établi entre lui et Pompée) de la Gaule en 48 av. J.-C. : mais le Sénat fait marche arrière et lui intime l'ordre de céder le gouvernement de la Gaule et de retirer son armée. César réagit en franchissant le 12 janvier de l’an 49 av. J.-C., le Rubicon avec ses troupes - ce petit fleuve de l'actuelle province de Forlì-Césène marquait à l'époque la frontière que ne devait pas franchir un général en armes ; César marche sur Rimini et ensuite sur Rome. C'est à cette occasion qu'il lance la célèbre phase iata est alea « le sort en est jeté ».

### Époque impériale
Avec Auguste et l'époque impériale, l'importance de Ravenne et le port de Classe s'accroit. L’Italie est alors géographiquement subdivisée en 11 régions. La Romagne appartient à la huitième région, la Gallia Togata Cisalpina  (Gaule Togata cisalpine) et a pour frontières les Apennins, le Pô et Rimini.
La répartition du territoire italien change avec Trajan puis avec Adrien : l'Italie est alors composée de 18 provinces. Par cet important changement la Gaule Cispadane est divisée en deux provinces distinctes, la 10e et la 11e, appelées respectivement Émilie et Flaminia (Romagne) et ayant Bologne et Ravenne comme capitales, c’est-à-dire la région Émilie-Romagne actuelle.

## Les invasions germaniques
En 402, Alaric Ier, roi des Wisigoths, envahit l'Italie et pille la Flaminia. En 410, il se livre pillage de Rome.
Soixante ans après, en 476, Odoacre, roi des Hérules et des Skires, descend en Italie et entre victorieux à Ravenne, où il dépose Romulus Augustule. C'est à cette date que les historiens ont établi la fin de l'Empire romain d'Occident et le début du Moyen Âge.
Théodoric succède à Odoacre qui conserve lui aussi les lois et les coutumes romaines. C'est à cette période que se produit un fait important pour l'histoire romagnole: la naissance en 585 de l’exarchat de Ravenne. Fondé par l'exarque Smaragde, l’exarchat est une province byzantine basée sur les dispositions prises par l'empereur Maurice avec pour capitale Ravenne. Identique au césar-papisme oriental (pouvoirs temporels et spirituels rassemblés chez un seul homme), au sommet de l'exarchat, on trouve l'exarque, avec de pleins pouvoirs religieux, politiques et militaires sur un territoire comprenant outre Ravenne, une grande partie de la future Romagne dont les villes de Ferrare, Bologne et Adria. Les invasions sur le sol italique continuent et en 568 c'est le tour des Lombards commandés par Alboïn qui l'année suivante prennent possession de Plaisance, Parme, Reggio et Modène. Mais la puissance lombarde trouve en l’exarchat de Ravenne un obstacle important.

## LaRomagne
Malgré les attaques continuelles, l'exarchat byzantin résiste aux Lombards. L'exarque, qui est basé à Ravenne, défend vigoureusement son territoire compris entre le fleuve Sillaro et le Reno : la zone autour de Ravenne, appelée l‘Insula esarcale, reste la seule région de la vallée du Pô régie par des lois et des coutumes d'origine romaine.
Le territoire soumis aux Lombards est appelé Langbard d'où provient Longobardi, puis Lombardia. L‘insula esarcale devient par opposition  Romandiola (résiduelle, réduite aux terres des Romains), Romania puis Romagna.
Les deux siècles de l'exarchat sont décisives pour la caractérisation culturelle, juridique, linguistique et productive du territoire, et il se différencie de Bologne qui absorbe fortement la culture des occupants, notamment en raison de l'apport lombard à son université. 

La descente en Italie de Frédéric Barberousse contre les Lombards en est un exemple irréfutable : Bologne participe à la ligue lombarde et à la bataille de Carroccio (bataille de Legnano) en 1176), et elle fait de la bannière le symbole de l'emblème municipal, alors que les autres villes romagnoles restent indifférentes. Forlì, désireuse de conquérir de l'autonomie par rapport au pouvoir papal, commence à cultiver ses caractéristiques tendances gibelines.
L'influence romaine a aussi été importante dans le domaine artistique. Selon Henri Focillon, l'art roman, surtout en architecture, dérive de l'adaptation de l'art impérial byzantin très présent à Ravenne et à d'autres milieux, comme ceux ruraux, par exemple. Par conséquent, vers le milieu du premier millénaire de l'ère chrétienne, dans les églises de la campagne entre Ravenne et Forlì l'art romain a pleinement adopté ce qui, pendant des siècles, sera son caractère définitif. Le territoire évoqué est alors appelé Romània (l'actuelle Romagne), ce qui explique l'adjectif roman, qui traite du style de la « Romania ».
Des différences historiques entre la Romagne et l'Émilie actuelle apparaissent dans différents secteurs de la vie économique et productive : dans les campagnes de la Langobardia, le rôle central que les villes avaient occupé pendant la période romaine est assumé par de nouvelles catégories rurales telles que les villages et les puissants monastères. En revanche, en Romània, la ville continue à représenter, selon le modèle romain, le pivot de la vie civile, administrative, religieuse et économique.
L'histoire de l'exarchat prend fin, en 751, avec sa conquête par le puissant roi lombard Aistolf. Cette conquête se poursuit par celle des Francs. En 756, Pépin le Bref donne la Romagne au pape Étienne II : ainsi, après une période de confrontation entre les Lombards et l'archevêque de Ravenne pour le contrôle politique de la Romagne, l'intervention des Francs est décisive pour résoudre le conflit en faveur de l'Église.

## Communes et seigneuries

### Moyen âge
La chute du pouvoir byzantin ne compromet pas l'intégrité et l'unité de la région grâce à la capacité des archevêques de Ravenne à défendre le territoire de la puissance du Pape aussi bien que des visées de l'empereur. 

Ravenne, en fait, constitue dans les terres de l'exarchat une sorte de principauté épiscopale. En 999 Ravenne obtient la reconnaissance par Otton III de sa seigneurie sur une zone qui va, à l'ouest, de la haute vallée de Santerno aux vallées de Comacchio, et à l'est des monts Feretrani à la mer de Rimini. Ce territoire  oriental du Pô est définitivement connu comme la Romagne.
La discorde entre la papauté et l'Empire pour la domination sur la Romagne ne prend fin qu'en 1278, lorsque Rodolphe Ier du Saint-Empire accepte de la céder au Pontife en échange du couronnement impérial. En fait, ce compromis ne permet pas de calmer les esprits, au contraire, une partie de la population et des seigneurs et notamment les Ordelaffi de Forlì et Ordelaffi, accentue leur sympathie envers le camp gibelin au nom de la lutte de l'autonomie. 

En fin de compte, la Romagne du Moyen Âge, au lieu d'obéir au pouvoir temporel de l'Église, se caractérise, par un esprit querelleur et soucieux d'indépendance.

En Romagne, depuis les communes, des seigneuries se développent qui, à l'abri derrière les Apennins et face à la mer, aux fleuves et aux marais, peuvent gérer assez longtemps leur autonomie face aux États qui ont grandi autour d'eux. 

Dans la Divine Comédie de Dante Alighieri (qui finit sa vie à Ravenne en 1321), il décrit la Romagne en deux passages :
1. Dans le chant XIV du Purgatoire, il évoque la Romagne du «bon vieux temps» quand ses frontières incluaient Bologne et Ferrare. C'était le territoire de l'exarchat. Le poète écrit qu'il s'étendait entre tra 'l Po e 'l monte e la marina e 'l Reno.
2. Dans le chant XXVII de l'Enfer, il décrit avec précision la Romagne de son temps.

Dante sait qu'il y a en Romagne sept villes, correspondant à autant de diocèses:
- sur la  via Emilia : Imola, Faenza, Forlì, Cesena et Rimini.
- À quelques kilomètres de la côte : Ravenne et Cervia.

Sept cents ans plus tard, rien n'a changé, sauf que la Cervia médiévale a disparu au XVIIe siècle, remplacée par une nouvelle ville située à proximité de la mer mais beaucoup plus petite.
Au XIVe siècle, lorsque la papauté se déplace à Avignon, les villes romagnoles sont aux mains de familles du parti gibelin. Vers 1350, les États pontificaux chargent le cardinal espagnol Egidio Albornoz de ramener la Romagne sous l'autorité du pape. En 1355 il vainc les Malatesta, qui demandent la paix et passent dans le camp guelfe. Peu de temps après, ils sont imités par Guido da Polenta de Ravenne. 

Au cours des années suivantes, Albornoz conquiert aussi Cesena (1357), Forli et Faenza (1359) et détruit Forlimpopoli (1360). Le Cardinal établit sa résidence à Forlì, la ville qui s'est la plus opposée aux États pontificaux. Albornoz meurt en 1367.
Quelques années plus tard, les plus puissantes familles romagnoles reprennent leur ascendant sur les villes. Les Ordelaffi et les Manfredi gouvernent de nouveau respectivement Forli et Faenza. Cesena, quant à elle, est impliquée dans la guerre de Florence contre les États pontificaux (guerre des Huit Saints) et elle est mise à feu et à sang en 1377 par un bataillon de mercenaires bretons à la solde du pape Grégoire XI.
En 1371, les États pontificaux ordonnent le recensement de toutes les familles de la Romagne. Le rapport, désormais célèbre, intitulé Descriptio Romandiole, est signé par le cardinal Anglic de Grimoard. À la suite de ces travaux, le Pape décide de créer la « province de la Romagne », avec pour capitale Ravenne : cette province traversera les siècles inchangée jusqu'en 1816, lorsqu'elle sera partagée en deux légations (Ravenne et Forlì). Les seules modifications territoriales qui ont lieu concernent :
- La cession d'une partie des Apennins aux Medicis ce qui permet la constitution de la Romagne toscane[2];
- La cession des communes entre la via San Vitale et le Reno aux Este de Ferrare [3], toutes seront redonnées à la légation de Ravenne en 1816.

À noter que le terme « province » n'est pas une réduction d'une région, mais ce dernier terme n'est utilisé que rarement, « province » est préféré car il exprime mieux la notion de territoire autonome, avec des fonctions administratives sous la juridiction d'un pouvoir central .
En 1377, le pape Urbain VI accorde à Bologne le vicariat sur le territoire d'Imola. En 1389, la ville construit à la frontière entre Imola et Faenza, l'enclave de Castel Bolognese.

### Renaissance
En 1499 et 1500, le chef de file César Borgia, sous mandat du pape Alexandre VI également membre de la famille Borgia, défait les unes après les autres les seigneuries des villes romagnoles. À Forlì, il doit surmonter une forte résistance de Catherine Sforza, seigneur d'Imola et de Forli, retranchée dans la forteresse de Ravaldino (aujourd'hui au centre de la ville de Forlì). En 1501, le pape la proclame « duc de Romagne ». 

En 1506 le pape suivant (Jules II) fait un voyage en Romagne, le premier d'un pape en sa qualité de chef de l'État. Le voyage, commencé à la fin du mois d'août permet la visite des villes de Savignano, Cesena, Forlimpopoli, Forli, Faenza, Imola et Bologne mais le Pape ne s'arrête pas à Ravenne qui en 1441 est passée sous la domination de Venise (elle le restera jusqu'en 1509). Jules II revient à Rome en février de l'année suivante. C'est justement en 1507 que Borgia meurt. La Romagne redevient, en peu de temps, une terre de conquête pour les puissances extérieures comme les Visconti, Venise et le Grand-duché de Toscane ; le duché de Romagne disparait.
Déjà au milieu du XVe siècle, la République florentine gagne ou acquiert une part importante des territoires romagnols. L'accession au pouvoir, au milieu du XVIe siècle, de Cosme Ier de Médicis consolide le pouvoir du Grand-duché de Toscane dans les territoires romagnols, le symbole le plus évident en étant la construction de la nouvelle ville-forteresse de Terra del Sole. Les territoires de la «Romagne toscane » demeurent assujettis à Florence même après l'unité italienne. D'un point de vue ecclésiastique, cette relation durera encore plus longtemps puisque c'est seulement en 1975 qu'a lieu le transfert des paroisses des communes de Verghereto, de Bagno di Romagna, de Galeata et de Santa Sofia du diocèse de Sansepolcro vers le diocèse Cesena-Sarsina.
Alors que la bande des Apennins passe sous le contrôle de Florence, plus au nord, le duché de Ferrare acquiert la plaine qui va de Conselice de Fusignano, qui prend le nom de « Romagne d'Este » ou Romandiòla et au cours du XVIe siècle voit émerger comme centre principal la florissante ville commerciale de Lugo.
En 1559, la paix de Cateau-Cambrésis partage les territoires au sud du Pô entre les Farnèse (ducs de Parme et de Plaisance), les Este (Ducs de Ferrare, Modène et Reggio) et les États pontificaux (Romagne). C'est la base d'une structure stable, qui reste inchangée pendant environ trois siècles, jusqu'à l'unification de l'Italie.

## Risorgimentoet post-Risorgimento
En 1796, les Français de Napoléon arrivent en Romagne. Malgré la présence de quelques faits tragiques (pillage de Lugo, spoliations, lourdes contributions), on peut sans doute affirmer  que la descente napoléonienne amène une grande quantité de nouveautés. C’est avec Napoléon que le territoire romagnol connait une reconnaissance officielle  avec la naissance de la province du Pino (Ravenne) et du Rubicon (Forlì) et Forlì devint la capitale de la Romagne napoléonienne en raison sa position centrale.
Le 19 février 1797, Napoléon intègre la Romagne dans la République cispadane.
En 1800, Bonaparte ferme l'université de Césène, vieille de cinq siècles, en partie pour ne pas faire concurrence à Bologne et en partie pour contrarier le pape Pie VI natif de cette ville, son irréductible adversaire qu'il a contraint à rejoindre Paris. Après la chute de Napoléon, en mars 1814, Pie VII revient en Italie. Au cours du voyage le pape traverse la Romagne, accueilli froidement par la noblesse locale favorable à l'Autriche mais soutenu par la population. Au cours de la période napoléonienne, une noblesse aux idées jacobines prend forme. En 1815, le congrès de Vienne restitue la Romagne aux États pontificaux rétablissant le statu quo. Contre le pouvoir pontifical rétabli, des sociétés secrètes jacobines d'obédience maçonnique s'organisent et prennent part aux émeutes de 1820, 1830-31 et 1848
À la suite des émeutes de 1831, l’Empire autrichien, allié et protecteur dur Saint-Siège, conseille au Pape d'introduire une série de réformes dans les légations: plus de décentralisation et suppression du monopole des  ecclésiastiques dans les charges les plus importantes. Ces réformes répondent aux aspirations des citoyens qui souhaitent  plus de participation. 

Le gouvernement pontifical écoute les conseils de Vienne mais l'édit qui réforme l'administration locale, publié le 5 juillet 1831, déçoit en grande partie les attentes parce qu'il laisse en grande partie les choses inchangées.
Avec le temps, l'opposition est revigorée par la propagande de Giuseppe Mazzini et l'action de Giuseppe Garibaldi, qui trouvent en Romagne un terrain favorable à leur action. La franc-maçonnerie romagnole s'emploie dans le risorgimento surtout du côté républicain, malgré la pression des « maçons à blason » Maison de Savoie.
À l'encontre du pouvoir pontifical, les Romagnols ont deux attitudes opposées, dans les villes couvent un mécontentement et une poussée révolutionnaire, dans les campagnes et les collines, au contraire, la population ne fait pas preuve d'intolérance envers les légats pontificaux et est assez réfractaire à l'encontre des mouvements libéraux.

En 1833, des groupes de volontaires pontificaux se constituent dans toute la Romagne. Il s'agit de formations militaires autogérées créées avec l'objectif de défendre l'ordre public. Elles sont ouvertes à tous, le recrutement est fait sans distinction de classe. Elles sont connues par la suite sous le nom de gardes civils.

Pour sa part, la franc-maçonnerie romagnole est proche surtout du Parti républicain malgré la présence de francs-maçons proche de la maison de Savoie tel que Luigi Carlo Farini
Au cours des émeutes de 1845, la question de la Romagne ouvre un débat dans toutes les organisations patriotiques de l'Italie. Déjà, Giuseppe Mazzini a consacré un opuscule sur la question, intitulé Romagna. En 1846 le Turinois Massimo d'Azeglio publie son ouvrage Degli ultimi casi di Romagna. La pamphlet rencontre un succès inattendu et devient l'un des manifestes du programme modéré pour la risorgimento de la nation.
Au cours de l'été 1857, le pape Pie IX, 350 ans après Jules II, effectue un voyage dans la Légation romagnole. Parti de Rome le 4 mai, il visite, dans l'ordre, tous les centres depuis Cattolica jusqu'à Imola, où il arrive le 9 juin. Le 21 juillet il s'arrête à Bologne, puis il se rend vers Ravenne (26 juillet). C'est le dernier voyage d'un chef d'État pontifical en Romagne.
En 1859 le royaume de Sardaigne occupe militairement les quatre Légations pontificales Bologne, Ferrare, Ravenne et Forlì. Les protestations du Pape sont sans effet car l'opération a déjà obtenu l'aval de la France. En 1860 le royaume de Sardaigne organise des plébiscites qui ont lieu le 11 et 12 mars 

Les Légations de Ravenne et Forlì deviennent des provinces. Ravenne est privée de la circonscription d'Imola, qui est annexée à la province de Bologne.
Les Romagnols ont payé un prix fort pour leurs actions : après la constitution du royaume d'Italie, la monarchie refuse la réalisation d'une quelconque institution autonome romagnole, craignant de dangereuses tendances déstabilisantes.[réf. nécessaire]
En 1864, l'hypothèse souhaitée par Vincenzo Gioberti et Carlo Cattaneo d'organiser le royaume d'Italie en termes fédéraux est abandonnée et les décisions s’engagent vers un État centralisé de forme napoléonienne.[réf. nécessaire]

## Italie républicaine
Le débat sur les régions revient à l'ordre du jour après le 2 juin 1946, lors des travaux de l'Assemblée Constituante.

## Sources
- (it) Cet article est partiellement ou en totalité issu de l’article de Wikipédia en italien intitulé « storia della Romagna » (voir la liste des auteurs).